# Forcipomyia folipennis
Forcipomyia folipennis är en tvåvingeart som beskrevs av Liu och Yu 1997. Forcipomyia folipennis ingår i släktet Forcipomyia och familjen svidknott. Inga underarter finns listade i Catalogue of Life.